# كأس العالم للدراجات الجبلية 2009
كأس العالم للدراجات الجبلية 2009 (بالإنجليزية: 2009 UCI Mountain Bike World Cup)‏  هو الموسم 19 من  كأس العالم للدراجات الجبلية ‏. أقيم خلال الفترة 11 أبريل 2009 وحتى 20 سبتمبر 2009، وفاز فيه جوليان أبسالون، وElisabeth Osl ‏، وسام هيل، وSabrina Jonnier ‏، وجاريد جريفز، وAnneke Beerten ‏.